# Airbus A300
Airbus A300 er en serie af mellem- til langdistance to-motorede wide-body passager- og fragtfly.

## Udvikling
I slutningen af 1960'erne gik en række europæiske firmaer sammen og dannede Airbus Industries konsortiet. Formålet var at bygge en 300 sæders "flyvende bus", hvilket også affødte fabrikkens navn. Som designarbejdet skred frem, besluttede man at fortsætte med en lidt mindre 250-sæder, men beholdt A300-betegnelsen, dog tillagt et "B". Første flyvning blev foretaget d. 28 oktober 1972. Airbus A300 var udstyret med to General Electric CF-6-50C motorer af samme type som motorerne på McDonnell Douglas DC-10 og Boeing 767. I 1974 blev den første A300B2 leveret til Air France.

## Produktion
Udover de første to B1-produktionsmodeller bestod serien af B2 og den med forhøjet startvægt B4, versionerne med enkelte variationer inden for hver af disse. Det meste af tiden var denne første generation udstyret med three-crew cockpit, men sidst i dens produktionstid kunne et two-pilots cockpit tilvælges som A300-200FF. A300B4 fortsatte i produktion frem til 1984. En forkortet udgave, der først gik under navnet A300B10, blev udviklet og sat i produktion som Airbus A310.
Herefter skiftede produktionen til den forbedrede A300-600, som blev bygget med fast two-pilots EFIS cockpit og en række andre forbedringer, mange taget fra A310-modellen. Flere udgaver af -600 blev udviklet, bl.a. A300-600R, som havde en ekstra brændstoftank og højere maksimal startvægt, hvilket gav en forøget rækkevidde. Også fragtudgaven blev mere og mere populær, ikke mindst da de to store kurér-firmaer Federal Express (FedEx) og UPS bestilte et betydeligt antal op gennem 90'erne. I disse dage, hvor mange flyselskaber bestiller nye, moderne rutefly, har en række tidligere A300 passagerfly fået nyt liv ved at blive konverteret til fragtfly.
Den sidste A300-600 i fragtudgave til FedEx fløj fra samlehallen i Toulouse den 19. juli 2007 og endte dermed en æra for Airbus, da produktionen af deres første fly blev definitivt afsluttet. Til at erstatte A300 tilbyder Airbus deres A330, som nu fås både i passager- og fragtudgave. I fremtiden bliver den nye A350 uden tvivl også en stor medspiller på det lukrative marked for større mellem- og langdistancefly.

## Varianter
- A300B1 Prototype plus et enkelt eksemplar bygget til drift
- A300B2 Første produktionsmodel, i drift fra 1974. -200 og -300 modeller produceret med højere startvægt.
- A300B4 Anden produktionsmodel blev lavet frem til 1984. Større brændstofkapacitet og højere startvægt. De sidste fly i denne serie kunne udstyres med et to-mands cockpit, hvilket var meget progressivt i den tid, hvor alle langdistancefly havde minimum tre i cockpittet. Disse blev kendt som A300-200FF.
- A300C Konvertibel fragtudgave med lastluge i venstre side bag vingen.
- A300B10 Forkortet udgave der endte som A310.
- A300-600 Forbedret og videreudviklet udgave udstyret med EFIS-cockpittet udviklet til A310. Større rækkevidde og lasteevne og nye motorer. Første fly leveret i 1984.
  - A300-600R Endnu større rækkevidde til langdistanceruter. Ekstra brændstoftanke.
- A300-600F Ren fragtudgave med lastluge på forreste venstre side. Tilbydes også som konvertering af eksisterende passagerfly.
- A300-600ST Super Transporter (også med det uofficielle tilnavn Beluga: Hvidhval). En ombygget version af A300-600 med et enormt øvre dæk. Benyttes af Airbus til transport af flydele mellem de forskellige samlefabrikker i Europa.